# كأس ملك إسبانيا 1964–65
كأس ملك إسبانيا 1964–65 (بالإسبانية: Copa del Generalísimo de fútbol 1964-65)‏ هو موسم من كأس ملك إسبانيا. أقيم بتاريخ 1965، وفاز فيه أتلتيكو مدريد.